# 育種学
育種（いくしゅ、英: breeding）とは、生物を遺伝的に改良することであり、育種学（いくしゅがく）とは、育種の理論･技術に関する研究を行う農学の一分野。

## 概要
育種とは、生物を遺伝的に改良することであり、一般的な言葉の品種改良とほぼ同じ意味である。しかしながら、生物学では品種とは同じ生物種内の分類に使われる用語であるため、育種という用語は新品種育成と新種育成を含めた意味で使われる。
人類が採取・狩猟生活から農耕・牧畜生活に転じたときに、育種という出来事が始まった。つまり、野生植物から好ましい性質を持つ農作物を作り出し、野生動物を飼いならすことによって家畜･家禽を生み出してきた。オオカミからイヌ、イノシシからブタなどがその例である。
育種学とは、動植物の育種のための理論構築と技術向上を目的とする農学の一分野であり、大別して植物育種学と動物育種学に分かれる。両者の基礎理論には違いはないが、植物においては同じ遺伝子型の個体を複数取り扱えることが多いのに対して、多くの動物（特に脊椎動物）では個体毎に異なる遺伝子型であることが大きく違っている。
育種学の体系的な研究の歴史は、メンデルの法則の再発見以降である。遺伝学の応用科学として発展してきた。
現在では、交雑育種、突然変異育種、遺伝子組換え、マーカー支援選抜（MAS: "Marker assisted selection" or "Marker aided selection" 訳語が一定しておらずマーカー選抜、マーカー利用選抜ともいう）などの手法の研究と実践を含む。統計遺伝学、実験計画法や分子生物学など幅広い研究分野と関連を持っている。

## 植物育種

### 育種の目標
近代以前の育種では、偶然見つかった好ましい特性を選ぶことで遺伝的改良が進んできた。例えば、収穫しやすい個体や病気に強い個体から種子を取り、次世代の栽培に使うといったことである。
近代の育種では、どういった改良を加えるか予め目標を立てて育種計画が作られる。主な育種目標は次の通り。
- 環境適応性の改良

栽培地の環境により適応した性質を持つようにすること。寒暖が厳しい地域への適応、土壌塩分の多い地域への適応、周年供給に必要な作期（=栽培の時期）の開発などに対して、早晩性（収穫が早いか遅いかという性質）やストレス耐性（耐寒性･耐塩性など）を改良する。
例としては、本来、熱帯性植物のイネが亜寒帯の北海道でも栽培されているのは、早晩性や耐寒性などの環境適応性の改良がなされたためである。
- 耐病性･耐虫性の改良

病気や虫の被害がない性質、あるいは被害がより少ない性質を持つようにすること。環境適応性の改良の一種とも分類できる。
- 経済的特性の改良

収穫量（=収量）を増加させる、あるいは収穫物の味・香り・食感や成分などの品質を高めるなど。成分の改良は「成分育種」とも呼ぶ。
日本のイネの代表的品種の一つであるコシヒカリは、味の改良とは別の目標で育種を開始したが、結果的には「おいしいお米」として消費者に受け入れられ、広く普及した。
- 栽培･収穫作業管理上の特性の改良

栽培、収穫、種苗管理などで好ましい性質を持つようにすること。一般に野生植物は、繁殖の機会を増やすため、種子が時間･空間的に広く伝播できるような性質を持つ。作物としては、その逆の性質を持つことが好ましいため、それらの性質について改良がなされてきた。
イネでは禾・芒（ノギ･ノゲ）という籾先端の針状の部分があり、それは動物に付着して（籾の中の）種子の伝播を広げる役割を持つと考えられている。しかしながら、イネにおいては作業上の邪魔になるので、近代品種は芒がないように改良されている。発芽や熟期の斉一性も、この目標となりえる。

### 育種手法の分類
- 導入育種法
- 分離育種法
- 交雑育種法
- 雑種強勢育種法
- 突然変異育種法
- 倍数性育種法
- 遺伝子組換え（遺伝子導入）法
- マーカー支援選抜

## 関連分野
- 遺伝学
- 量的遺伝学
- バイオテクノロジー
- 突然変異
- 遺伝資源
- 栽培植物